# Ike Skelton
Isaac Newton Skelton IV, detto Ike (Lexington, 20 dicembre 1931 – Arlington, 28 ottobre 2013), è stato un politico statunitense, membro della Camera dei Rappresentanti per lo stato del Missouri dal 1977 al 2011.

## Biografia
Figlio di un caro amico di Harry Truman, Skelton studiò legge all'Università del Michigan e divenne avvocato.
Entrato in politica con il Partito Democratico, dal 1971 al 1977 servì all'interno della legislatura statale del Missouri, poi venne eletto alla Camera dei Rappresentanti. Skelton venne riconfermato dagli elettori per altri sedici mandati, finché nel 2010 venne sconfitto dalla repubblicana Vicky Hartzler. Skelton dovette quindi lasciare il Congresso dopo trentaquattro anni.
Durante la permanenza alla Camera, Skelton era considerato un democratico molto centrista, specialmente sulle tematiche sociali come l'aborto. Dopo quasi tre anni dalla fine della sua carriera politica, Ike Skelton morì di polmonite in un ospedale della Virginia.